# Monastero di San Naum
Il monastero di San Naum (in macedone Манастир Свети Наум?) è un monastero ortodosso macedone ubicato a venti chilometri a sud di Ohrid.
Prende il nome dallo scrittore e illuminista medievale bulgaro San Naum che lo fondò. Il monastero è situato nella Macedonia del nord, lungo il lago di Ohrid.

## Storia
Il monastero fu fondato nel 905 durante l'Impero bulgaro da San Naum. San Naum è ivi sepolto al suo interno. Fin dal XVI secolo, nel monastero era attiva una scuola greca. Il monastero aveva stretti legami con la tipografia di Moscopoli, un'ex prospera città degli aromuni ora in Albania. L'area dove si trova il monastero di San Naum appartenne all'Albania dal 1912 fino al 28 giugno 1925, quando Zog d'Albania la cedette alla Jugoslavia a seguito di negoziati tra Albania e Jugoslavia e come gesto di buona volontà.

## Architettura
Il monastero è tipico dell'architettura bizantina e la chiesa del XVI secolo segue lo stile delle parti precedenti. La prima chiesa assomigliava a quella del monastero di San Pantaleone. L'attuale chiesa ha una pianta a croce greca, sormontata da una cupola sostenuta da quattro pilastri. Successivamente al nartece venne aggiunta una cupola identica. La tomba di San Naum si trova nella parte meridionale, in una stanza privata. 

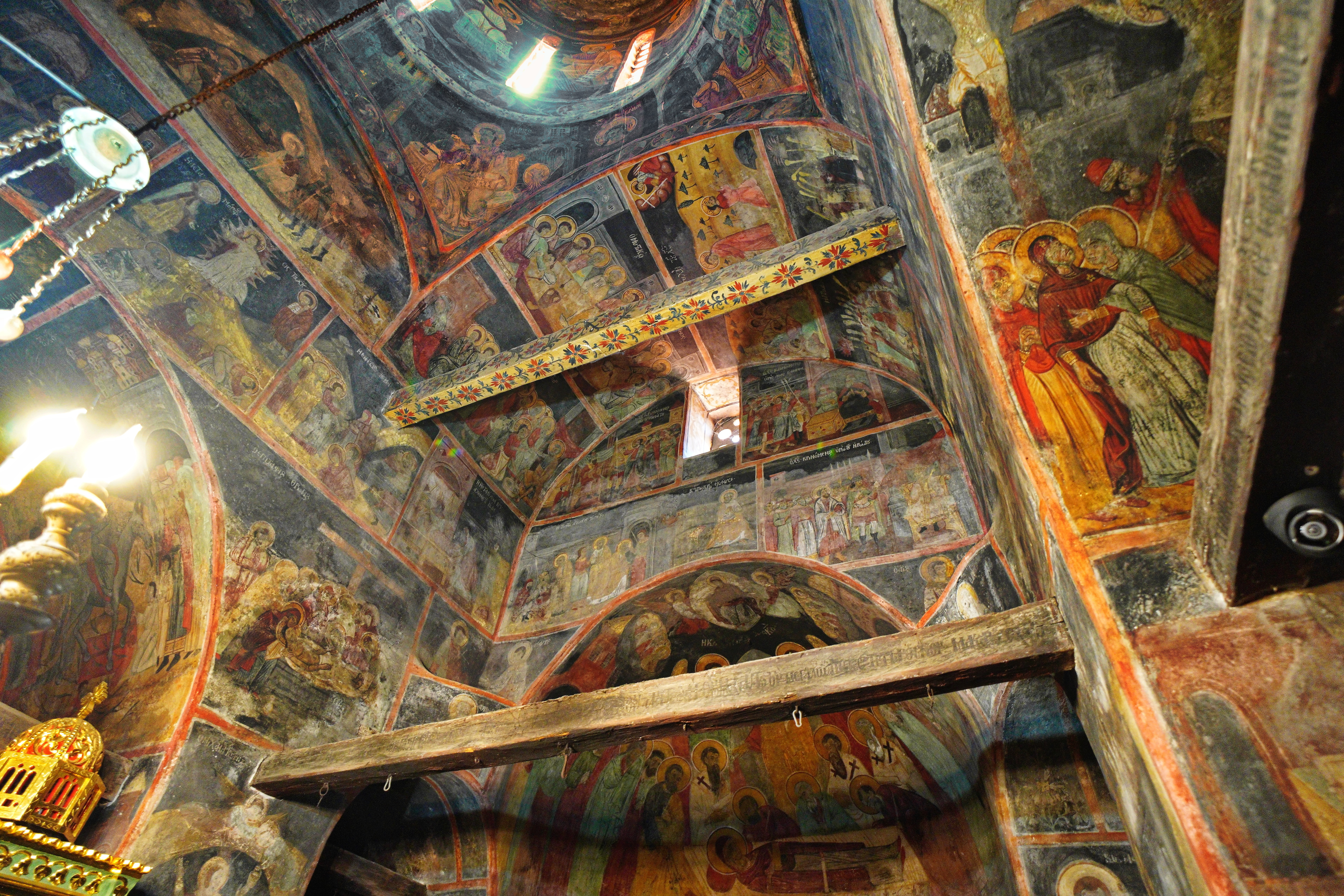
Architettura e affreschi interni

## Arte
Gli affreschi della chiesa furono dipinti nel 1806 da un artista di Korçë. Rappresentano le azioni di San Naum, in particolare con i malati mentali.
L'iconostasi fu scolpita nel 1711 e si ispira a quelle del Monte Athos; Il baldacchino e le icone risalgono allo stesso anno.

## Galleria d'immagini

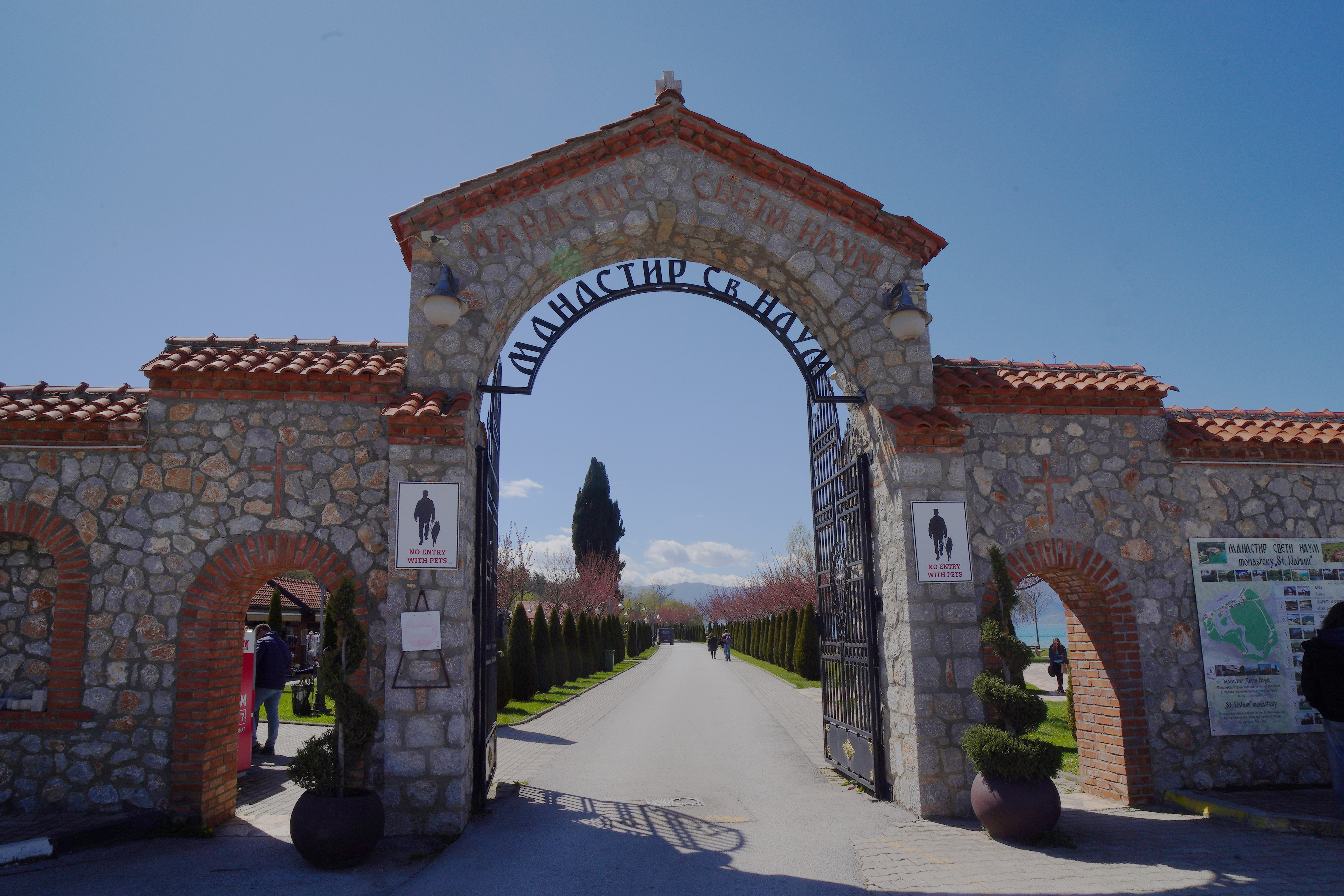
Vista dell'ingresso
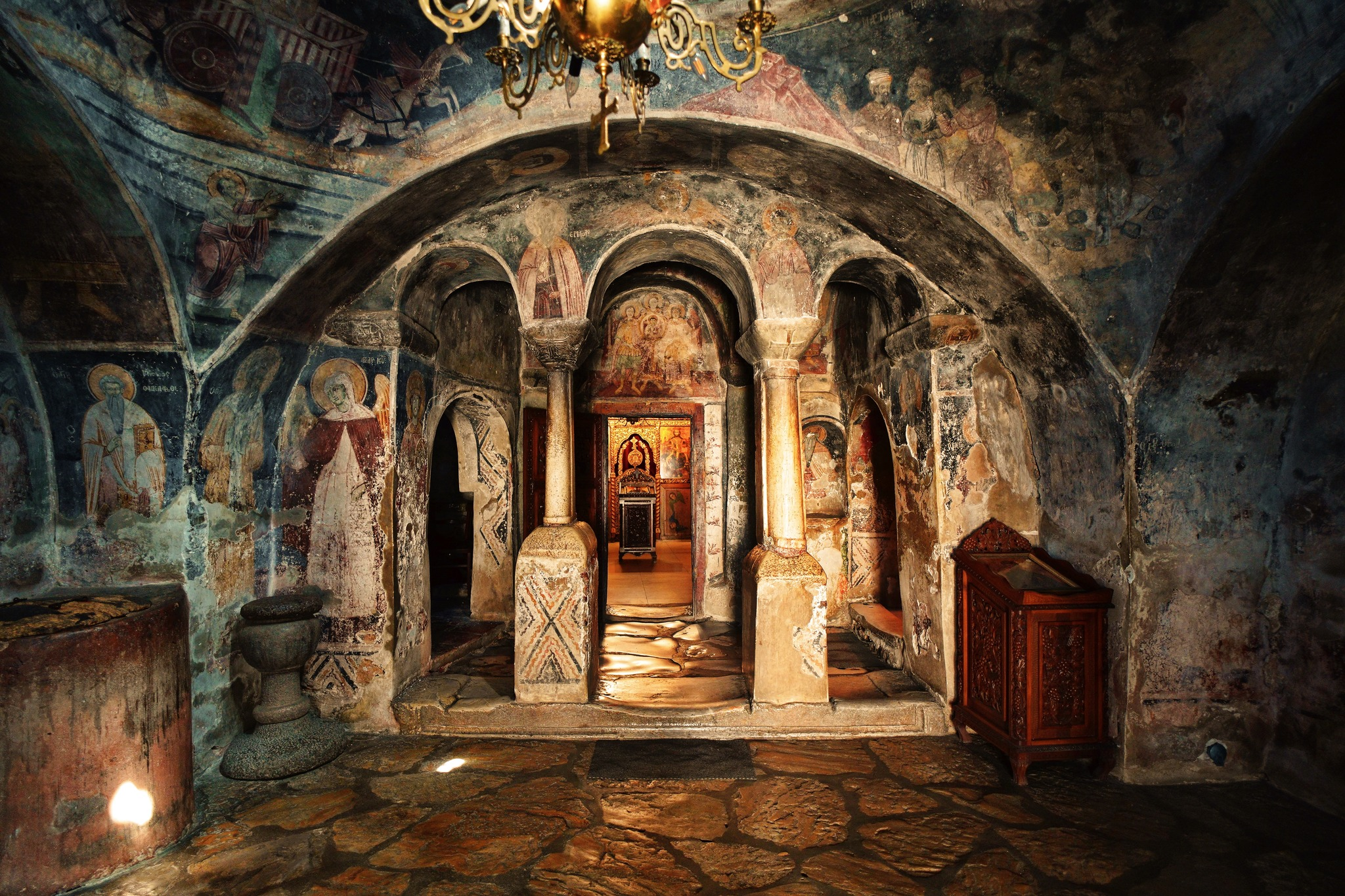
Vista d'ingresso
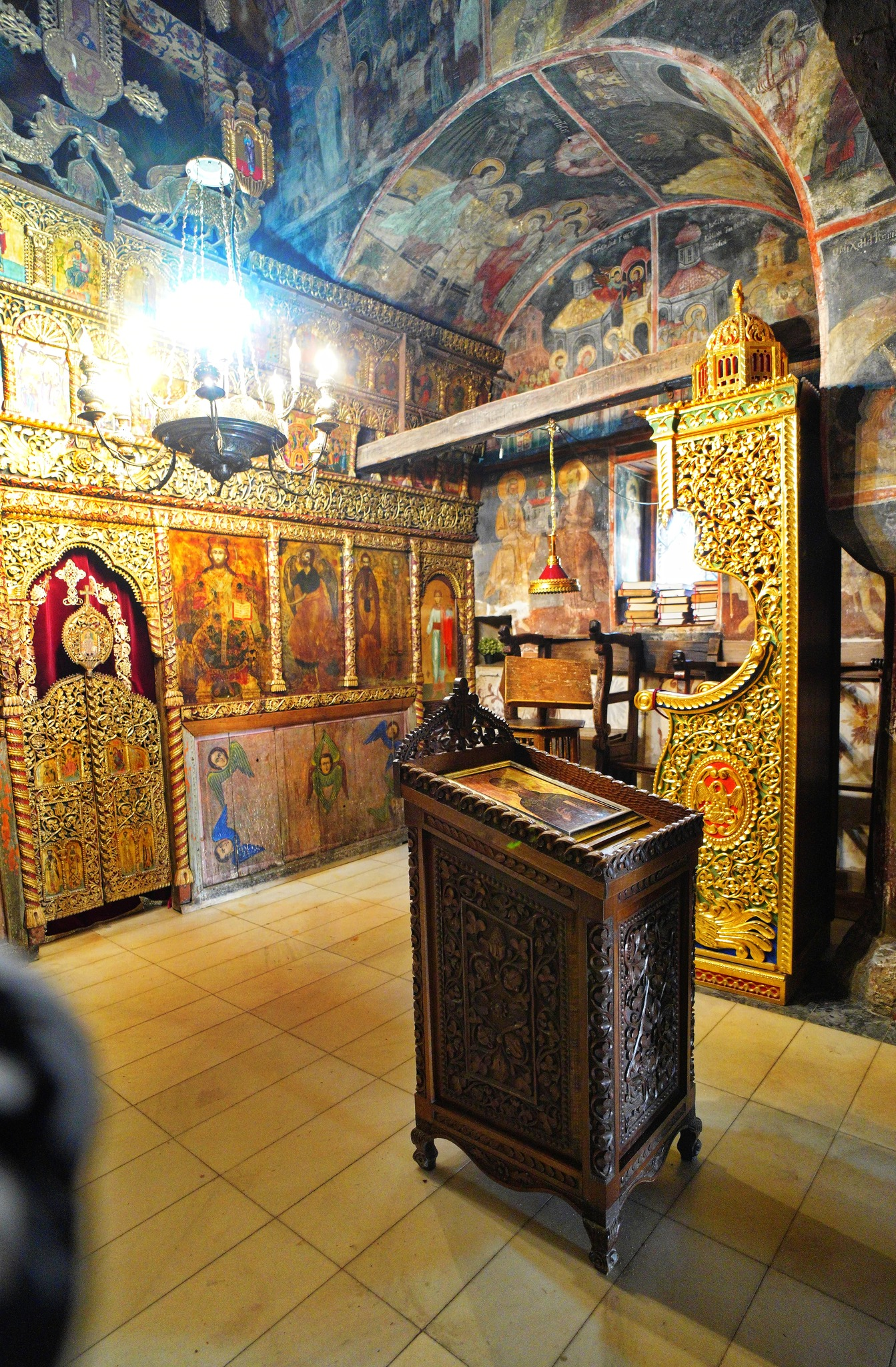
Altra vista interna
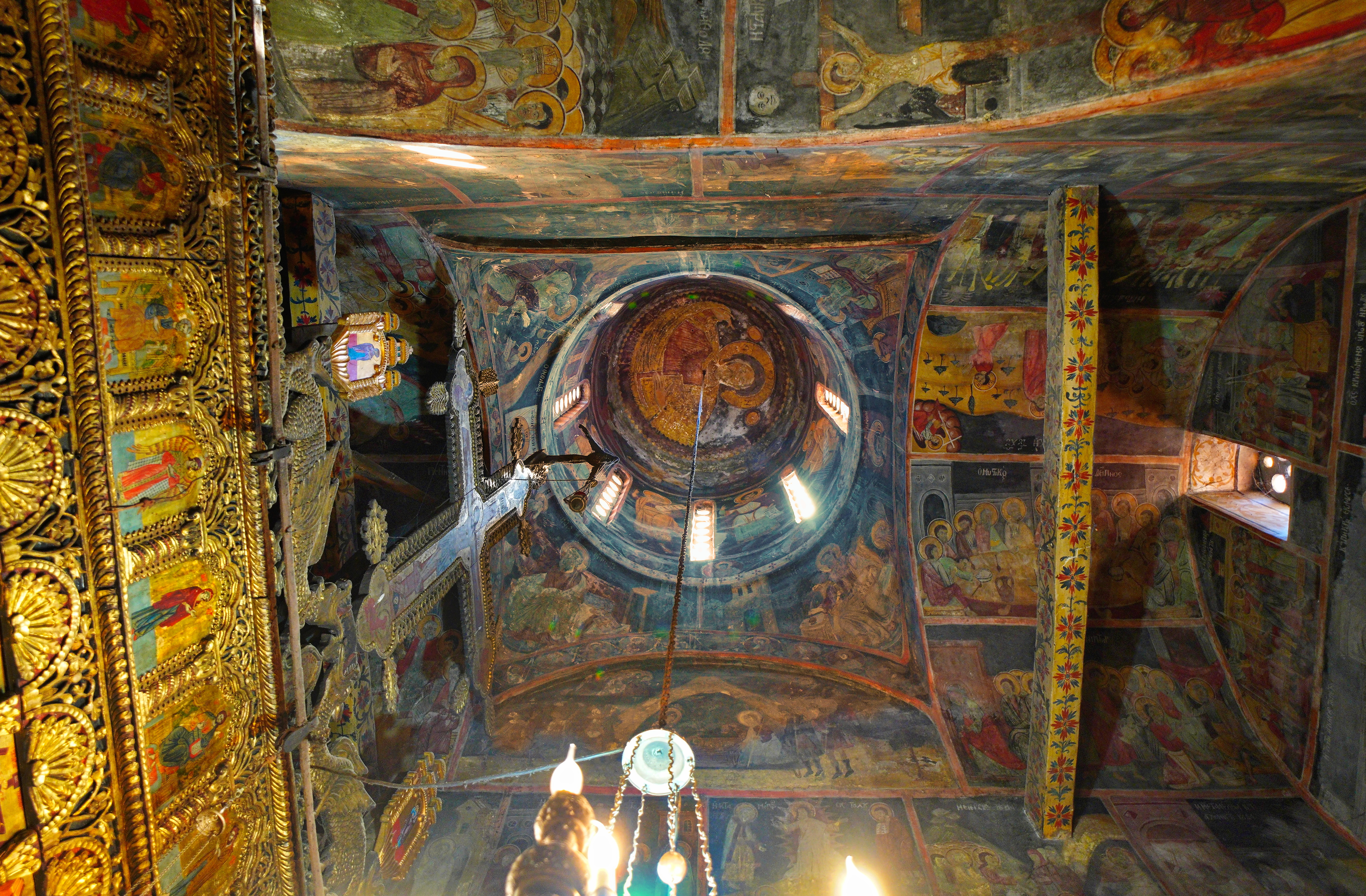
Vista volta monastero
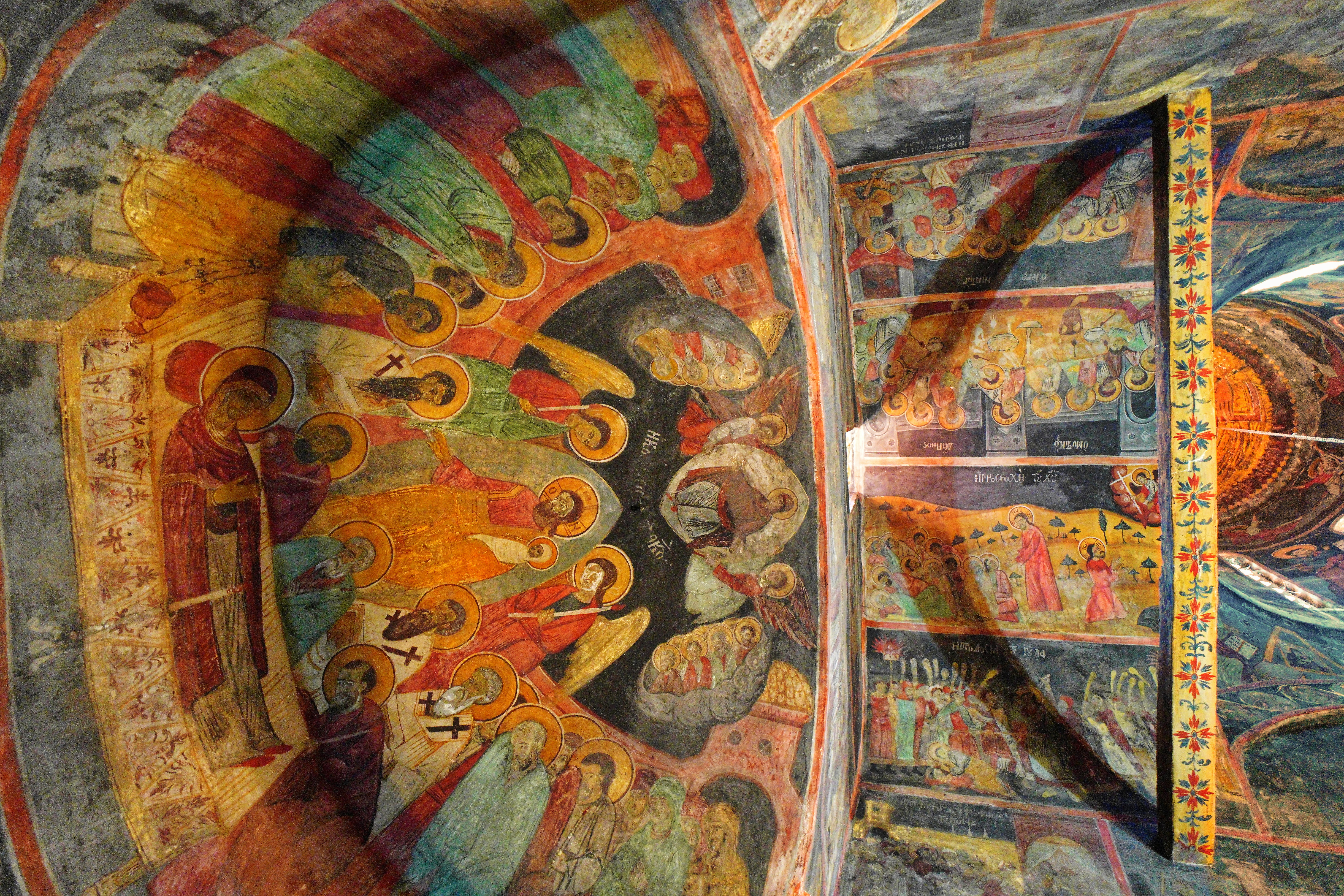
Affreschi
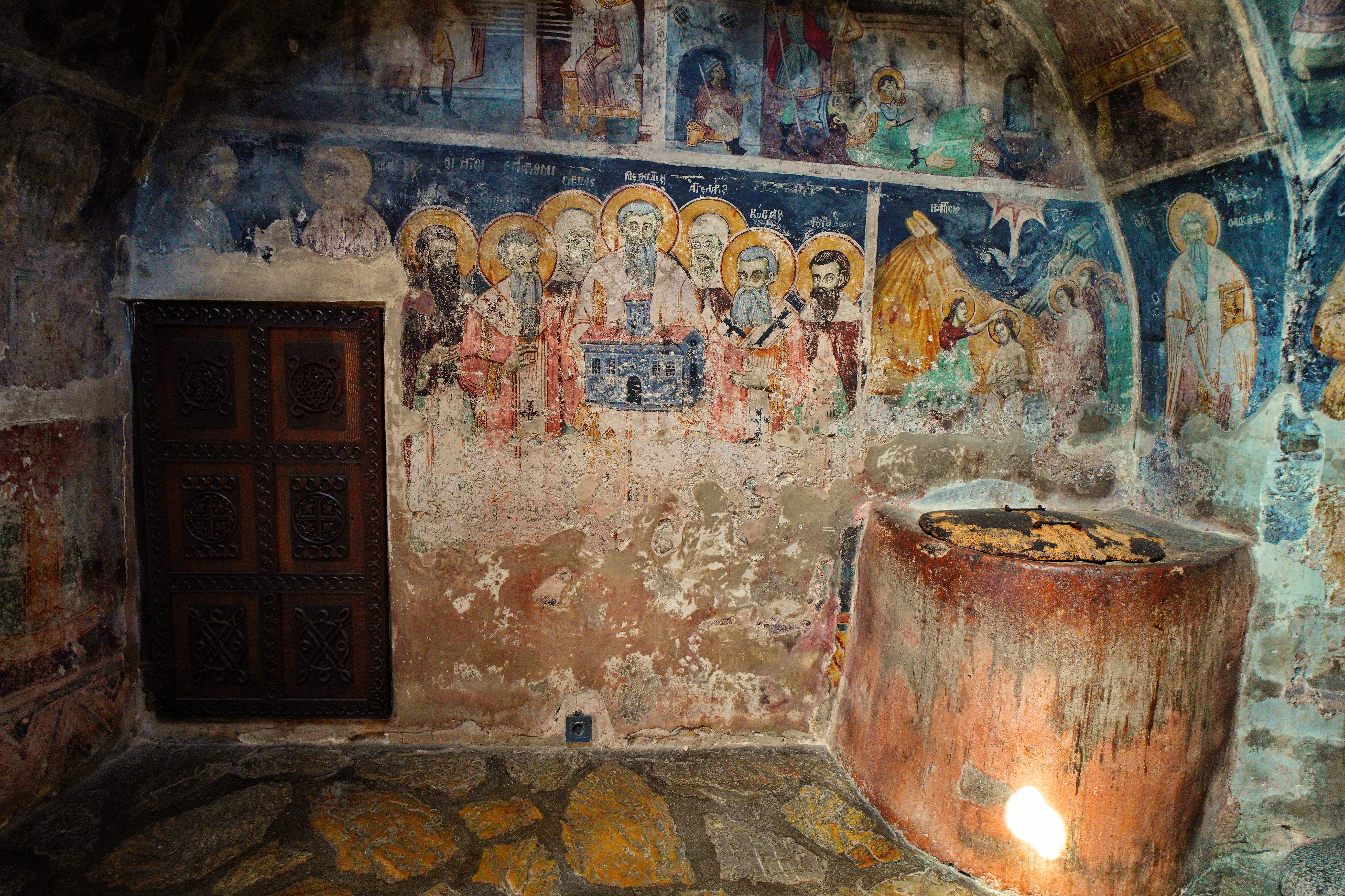
Altra vista interna